# Drive-in (band)
 For alternative betydninger, se Drive-in. (Se også artikler, som begynder med Drive-in)
Drive-In var et dansk band som var aktiv i perioden 1986-2008. Bandets var centreret omkring sangskriverne Dan E. Rasmussen og Jesper Risager. Bandet nåede at udgive fire albums.
Et af bandet første koncerter, var i oktober 1986 på Elværket i Holbæk og livekoncerten blev optaget og senere sendt på Danmarks Radios P3. 
I 1994 spillede bandet 96 koncerter i Spanien.[kilde mangler] I 2005 medvirkede Drive-In i TV3-programmet De fantastiske fem, hvor de skulle lancere et comeback.
Oktober 2008 optrådte bandet for sidste gang offentligt på Arbejdermuseet ved Københavns Kulturnat. Uddrag af koncerten blev vist live på TV 2.

## Medlemmer
- Dan E. Rasmussen: Sang, keyboard (1986-2010)
- Jesper Risager: Sang, guitar (1986-2010)
- Søren Risager: Trommer (1986-1993) /(1998-2005) /(2008-2010)
- Anders Brits: Bas (1986-2002) /(2005-2010)
- Claus Gammelby: Trommer (1993-1998) /(2005-2008)
- Morten Grøndal: Bas (2002-2005)
- Jakob Hansen: Percussion, Keyboard (1990-1991)

## Diskografi
- 1986 Grå Hverdag
- 1988 Nattoget
- 1988 Kærlighedens vej
- 1990 Tusinde Hjerter
- 2000 Everyday